# European Masters Championship maschile di pallavolo
L'European Masters Championship maschile di pallavolo è una competizione sportiva continentale a cadenza biennale organizzata dalla Confédération Européenne de Volleyball (CEV), la federazione europea della pallavolo.
Si tratta di un torneo tra nazionali di "veterani" diviso in due categorie: gli over 40 (40-49 anni) e gli over 50 (50+), che assegna il titolo di campione europeo alla nazionale vincitrice.
Il primo "European Masters Championship" si tenne nel 2007 in Grecia con il nome di "Campionato Europeo Veterans", il torneo della categoria (40-49) fu vinto dall'Italia e fu nominato MVP di questo torneo Andrea Zorzi.

## Edizioni

### Categoria (40-49)
| Anno          | Ospitante |        | Podio   | Podio    | Podio |
| Anno          | Ospitante | Oro    | Argento | Bronzo   |       |
| ------------- | --------- | ------ | ------- | -------- | ----- |
| 2007 Dettagli | Grecia    | Italia | Russia  | Estonia  |       |
| 2009 Dettagli | Grecia    | Italia | Grecia  | Norvegia |       |

#### Medagliere
| Squadra  | Oro | Argento | Bronzo | Totale |
| -------- | --- | ------- | ------ | ------ |
| Italia   | 2   | 0       | 0      | 2      |
| Grecia   | 0   | 1       | 0      | 1      |
| Russia   | 0   | 1       | 0      | 1      |
| Estonia  | 0   | 0       | 1      | 1      |
| Norvegia | 0   | 0       | 1      | 1      |

### Categoria (50+)
| Anno          | Ospitante |        | Podio   | Podio    | Podio |
| Anno          | Ospitante | Oro    | Argento | Bronzo   |       |
| ------------- | --------- | ------ | ------- | -------- | ----- |
| 2007 Dettagli | Grecia    | Russia | Estonia | Lituania |       |
| 2009 Dettagli | Grecia    | Italia | Russia  | Polonia  |       |

#### Medagliere
| Squadra  | Oro | Argento | Bronzo | Totale |
| -------- | --- | ------- | ------ | ------ |
| Russia   | 1   | 1       | 0      | 2      |
| Italia   | 1   | 0       | 0      | 1      |
| Estonia  | 0   | 1       | 0      | 1      |
| Polonia  | 0   | 0       | 1      | 1      |
| Lituania | 0   | 0       | 1      | 1      |